# Aprasia haroldi
Aprasia haroldi là một loài thằn lằn trong họ Pygopodidae. Loài này được Storr mô tả khoa học đầu tiên năm 1978.